# Глаунинг, Отто
Отто Генрих Юлий Глаунинг (нем. Otto Heinrich Julius Glauning; 5 августа 1876, Нюрнберг — 15 августа 1941, Мюнхен) — немецкий библиотекарь, почетный профессор Лейпцигского университета (1921—1937).

## Биография
Отто Генрих Юлий Глаунинг родился 5 августа 1876 года в Нюрнберге в семье члена школьного совета; он изучал лингвистику и германистику в Эрлангене, Берлине и Мюнхене. В период получения высшего образования в Эрлангене, Глаунинг стал членом студенческого братства «Christliche Studentenverbindung Uttenruthia», а в семестре 1899/1900 годов он вошел в число основателей братства «Herminonia München», вошедшего в ассоциацию «Schwarzburgbund» (SB).
В 1899 году в Мюнхене Глаунинг стал волонтером в Баварской государственной библиотеке, где затем — в 1901 — стал ассистентом. В 1904 году он достиг поста секретаря, а в 1909 — хранителя (Kustos); библиотекарем он стал в 1911 году. В этот период он работал в отделе рукописей и входил в отдел «Средневековых библиотечных каталогов» (Mittelalterlichen Bibliothekskatalogen); позже он также работал в отделе «Раритетных изданий южногерманских библиотек» (Seltenheiten aus süddeutschen Bibliotheken). В 1914—1918 годах участвовал в создании военного собрания библиотеки.
В 1921 году Отто Глаунинг был назначен директором Лейпцигской университетской библиотеки «Альбертина» и стал почетным профессором по библиотечному делу, заняв одновременно пост председателя экзаменационного управления по библиотечному делу Саксонии. 11 ноября 1933 года он был среди более 900 ученых и преподавателей немецких университетов и вузов, подписавших «Заявление профессоров о поддержке Адольфа Гитлера и национал-социалистического государства». В 1937 году вышел на пенсию; скончался в Мюнхене 15 августа 1941 года.

## Работы
- Die Bibliotheken und die Öffentlichkeit / Glauning, Otto. — Leipzig : Harrassowitz, 1933.